# Fère (tổng)
Tổng La Fère là một tổng ở tỉnh Aisne trong vùng Hauts-de-France.

## Địa lý
Tổng này được tổ chức xung quanh La Fère thuộc quận Laon. Độ cao thay đổi từ 46 m (Deuillet) à 207 m (Saint-Gobain) với độ cao trung bình 101 m.

## Hành chính
| Giai đoạn | Ủy viên          | Đảng | Tư cách                         |
| --------- | ---------------- | ---- | ------------------------------- |
| 2008-2014 | Frédéric Mathieu | DVG  | Phó thị trưởng của Saint-Gobain |

## Các đơn vị cấp dưới
Tổng La Fère gồm 20 xã với dân số là 11 931 dân (dân số không tính trùng).
| Xã                     | Dân số | Mã bưu chính | Mã insee |
| ---------------------- | ------ | ------------ | -------- |
| Achery                 | 540    | 02800        | 02002    |
| Andelain               | 159    | 02800        | 02016    |
| Anguilcourt-le-Sart    | 268    | 02800        | 02017    |
| Bertaucourt-Epourdon   | 515    | 02800        | 02074    |
| Brie                   | 69     | 02870        | 02122    |
| Charmes                | 1 749  | 02800        | 02165    |
| Courbes                | 31     | 02800        | 02222    |
| Danizy                 | 560    | 02800        | 02260    |
| Deuillet               | 165    | 02700        | 02262    |
| La Fère                | 2 817  | 02800        | 02304    |
| Fourdrain              | 433    | 02870        | 02329    |
| Fressancourt           | 184    | 02800        | 02335    |
| Mayot                  | 176    | 02800        | 02473    |
| Monceau-lès-Leups      | 426    | 02270        | 02492    |
| Rogécourt              | 92     | 02800        | 02651    |
| Saint-Gobain           | 2 340  | 02410        | 02680    |
| Saint-Nicolas-aux-Bois | 93     | 02410        | 02685    |
| Servais                | 240    | 02700        | 02716    |
| Travecy                | 643    | 02800        | 02746    |
| Versigny               | 431    | 02800        | 02788    |

## Biến động dân số
| 1962                                                     | 1968   | 1975   | 1982   | 1990   | 1999   |
| -------------------------------------------------------- | ------ | ------ | ------ | ------ | ------ |
| 12 798                                                   | 13 813 | 12 778 | 12 093 | 12 045 | 11 931 |
| Nombre retenu à partir de 1962 : dân số không tính trùng |        |        |        |        |        |